# 기록
기록(記錄)은 어떤 정보를 갈무리하여 특정 신호로 바꾼 후, 어떤 매체에 남기는 것을 말한다. 특정 신호가 꼭 문자나 숫자일 필요는 없으며, 매체가 반드시 종이나 평평한 판일 필요도 없으며, 매체에 남겼을 때 오늘날 일컫는 “저장”의 의미일 필요는 없다. 다시 말해 가축의 수를 나타내기 위해 살아 있는 나무에 줄을 그어 두면, 그것으로써 “기록”이 된다.
역사적인 일에 대한 기록은 수천 년 전에 어떤 식으로든 이루어지기 시작했다. 최초의 것들 중에는 동굴 벽화, 룬 문자, 도형 등이 있었다. 기술이 발전함에 따라 사람이 사용할 수 있는 출판 매체와 전자 매체들이 늘어나기 시작했으며 더 효과적으로 표현하고 기록하기 시작했다.

## 같이 보기
- 쓰기
- 녹음
- 녹화
- 기록매체